# Medio VRBA
El agar biliado-rojo neutro-cristal violeta o medio VRBA es un medio de cultivo de microorganismos, tanto selectivo, como diferencial, que se usa para la identificación y enumeración de coliformes.

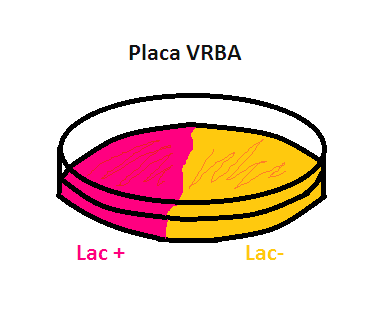
Esquema de crecimiento de microorganismos coliformes (Lac+) y no coliformes (Lac-) en VRBA

Está formado por cierto número de componentes que favorecen el crecimiento bacteriano,y por otros componentes que dotan a este medio de sus características diferenciales y selectivas
Componentes que favorecen el crecimiento bacteriano:
-Lactosa (fuente de carbono)
-Extracto de levadura(fuente de vitamina B)
-Peptona (fuente de nitrógeno y en menor medida de carbohidrato y vitamina.)

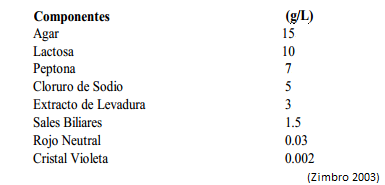
Componentes de medio VRBA

Elementos selectivos del medio VRBA:
Sales biliares y cristal violeta (ambos compuestos inhiben en buena medida el crecimiento de bacterias Gram + ,de modo que solo se selecciona el crecimiento de Gram -, grupo bacteriano en el cual se encuentran las bacterias coliformes,que son las que se quieren seleccionar en este medio para su identificación,observación,aislamiento o recuento.)
Elementos diferenciales del medio VRBA: 
indicador de pH rojo neutro,cuyo modo de funcionamiento es el siguiente:
Las bacterias coliformes son fermentadoras de lactosa, al crecen en VRBA y fermentar lactosa reducen el PH del medio de modo que el indicador rojo neutro vira a rojo/rosado intenso. Así ,de las colonias Gram - que han crecido en la placa,las coliformes,pueden ser diferenciadas de otras colonias Gram -.